# Азуэлос, Лиза
Лиза Азуэлос (фр. Lisa Azuelos, иногда Lisa Alessandrin; род. 6 ноября 1965, Нёйи-сюр-Сен) — французская киноактриса, кинорежиссёр, сценарист и продюсер, наиболее известная своим фильмом «Лол».

## Биография
Родилась в семье французской певицы и актрисы Мари Лафоре и марокканского бизнесмена еврейского происхождения Жюдаса Азуэлоса. У неё есть младшие брат и сестра — Мехди Азуэлос (1967 г.р.) и Дебора Кан-Срибер (1974 г.р.).
Когда ей было 2 года, родители развелись, и она осталась жить с матерью, с которой «никогда не была близка». Они с братом учились в швейцарской школе-интернате «Les Sept Nains» («Семь гномов»), в которой, как она утверждает, детей физически и морально унижали.
В возрасте 12 лет начинает жить с отцом и открывает для себя культуру сефардских евреев.
После окончания средней школы, в 16 лет подаёт документы в колледж Дофина, и, даже не думая о карьере в кино, выбирает для себя профессию трастового менеджера. Прекращает работу после небезызвестного Чёрного понедельника 1987-го года, видя всю хрупкость мира бизнеса.

## Карьера
Начинает работать на съёмочных площадках, где в один момент встречает Люка Бессона, который выкупает у неё права на сценарий, фильм по которому, правда, в итоге снят не был. Бессон также представляет Азуэлос её будущего мужа, режиссёра Патрика Алессандрена.
В 2006 году снимает свой первый фильм «Как ты прекрасен!», повествующий о четырёх девушках из общины сефардских евреев в Париже и о том, как те ищут любовь.
В 2008 году снимает «LOL» — фильм, принёсший ей успех, а в 2012 году — американский ремейк «Лето. Одноклассники. Любовь», получивший, в отличие от оригинала, резко негативные отзывы.
В 2014 снимает мелодраму «Одна встреча», где главные роли исполнили Франсуа Клюзе и Софи Марсо, в которой сама сыграла Анну.
Создала свою продюсерскую компанию, которую в честь прабабушки по имени Батшева (Вирсавия) назвала «Bethsabée Mucho».

## Личная жизнь
Бывший муж — Патрик Алессандре́н. 

Дети: Кармен (1991 г.р.), Иллан (1996 г.р.) и Таис (1998 г.р.).

## Фильмография

### Актриса
- 2008: Лол / LOL (Laughing Out Loud) — Психоаналитик
- 2014: Одна встреча / Une rencontre — Анна

### Режиссёр
- 1995: Всё у них получится / Ainsi soient-elles (совместно с Патриком Алессандреном)
- 2006: Как ты прекрасен! / Comme t’y es belle!
- 2008: Лол / LOL (Laughing Out Loud)
- 2012: Лето. Одноклассники. Любовь / LOL
- 2014: Одна встреча / Une rencontre
- 2017: Любовь и страсть. Далида / Dalida

### Сценаристка
- 1993: Академия моделей / Classe mannequin
- 1995: Всё у них получится / Ainsi soient-elles (совместно с Патриком Алессандреном)
- 2001: 15 августа / 15 août
- 2005: Кавалькада / Cavalcade
- 2006: Как ты прекрасен! / Comme t’y es belle! (совместно с Майклом Лелушем и Эрве Мимраном)
- 2008: Лол / LOL (Laughing Out Loud)] (совместно с Нансом Дельгадо)
- 2009: Виктор / Victor
- 2012: Лето. Одноклассники. Любовь / LOL (совместно с Камиром Айнузом и Нансом Дельгадо)
- 2014: Одна встреча / Une rencontre
- 2015: Этот неловкий момент / Un moment d'égarement (совместно с Клодом Берри и Жаном-Франсуа Рише)
- 2017: Любовь и страсть. Далида / Dalida

### Продюсер
- 2010: Всё то, что сверкает / Tout ce qui brille (сопродюсер)
- 2012: Лето. Одноклассники. Любовь / LOL (исполнительный продюсер)
- 2012: Макс / Max
- 2014: Одна встреча / Une rencontre
- 2014: Освободите соски / Free the Nipple
- 2017: Любовь и страсть. Далида / Dalida